# Hypothese van De Broglie

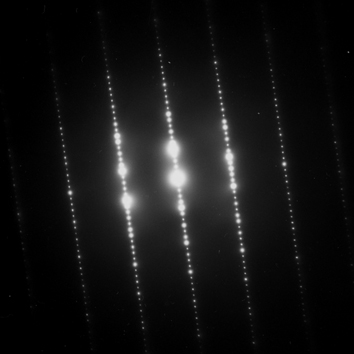
Interfererende elektrongolven in een elektronenmicroscoop

De hypothese van De Broglie is de door Louis-Victor de Broglie geformuleerde hypothese dat alle materie het karakter van een golf heeft waarvan de golflengte afhangt van de massa en de snelheid van het deeltje.

## Geschiedenis
Het golfkarakter van materie werd in 1924 voor het eerst gepostuleerd in het proefschrift van De Broglie en is in 1927 voor het eerst experimenteel waargenomen door Clinton Davisson en Lester Germer bij experimenten aan elektronendiffractie. In 1929 ontving De Broglie de Nobelprijs voor de Natuurkunde voor zijn werk over het golfkarakter.
Tegen het jaar 1900 waren alle natuurkundigen ervan overtuigd dat licht een golfverschijnsel is. Interferentieproeven met licht leken dit experimenteel te bevestigen. Het succes van de in de 19e eeuw ontwikkelde diffractietheorie door o.a. Fresnel is ook geheel gebaseerd op het golfmodel. In 1901 verklaarde Max Planck echter het door een zwart lichaam uitgezonden spectrum van elektromagnetische straling door aan te nemen dat de zwarte straler slechts energie kon uitwisselen met het elektromagnetische veld in hoeveelheden die een geheel veelvoud zijn van hν. Hierin is ν (de Griekse letter nu) de frequentie van de straling, en h een constante, later de constante van Planck genoemd. Albert Einstein breidde de hypothese in 1905 verder uit en nam aan dat licht daadwerkelijk uit dergelijke energiepakketjes bestond. Daarmee kon hij het foto-elektrisch effect beschrijven. Begin jaren twintig van de 20ste eeuw was men dus reeds bekend met het feit dat elektromagnetische straling zich zowel kan voordoen als een golf en als een deeltje: de zogenaamde golf-deeltjedualiteit. De Broglie stelde in 1924 dat deze golf-deeltjedualiteit ook de andere kant op werkt: een deeltje (bijvoorbeeld een elektron of proton) kan zich ook voordoen als een golf.

## Vergelijking van De Broglie
De vergelijking van De Broglie geeft het verband tussen de golflengte en de impuls van een deeltje:
{\displaystyle \lambda ={\frac {h}{p}}={\frac {h}{mv}}}
met
- {\displaystyle \lambda } de golflengte van het deeltje
- {\displaystyle h} de constante van Planck
- {\displaystyle p} de impuls van het deeltje
- {\displaystyle m} de rustmassa van het deeltje
- {\displaystyle v} de snelheid van het deeltje

## Toepassingen
Reeds in 1931 is met behulp van de theorie van materiegolven een elektronenmicroscoop gebouwd door Ernst Ruska die daar in 1986 de Nobelprijs voor de natuurkunde voor heeft gekregen. Het principe is gebaseerd op het feit dat in een elektronenmicroscoop de snelheid van de elektronen zo geregeld kan worden dat de golflengte van de elektronen kleiner wordt dan die van licht. Hierdoor kan een elektronenmicroscoop veel kleinere structuren bekijken dan een standaard lichtmicroscoop.